# Diplogaster striatus
Diplogaster striatus is een rondwormensoort uit de familie van de Diplogasteridae. De wetenschappelijke naam van de soort is voor het eerst geldig gepubliceerd in 1876 door Otto Bütschli.